# Life of Agony

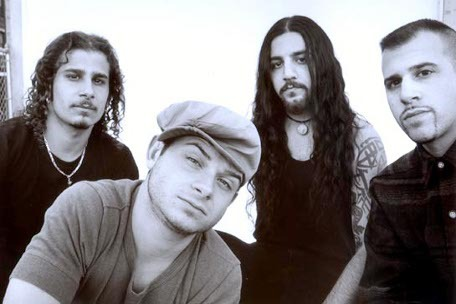
Life of Agony 1995.

Life of Agony är ett alternativ metal-band från Brooklyn, New York. Bandet grundades 1989 av sångaren Mina Caputo (då känd under födelsenamnet Keith Caputo), basisten Alan Robert och gitarristen Joey Z.. Efter att ha spelat med flera trumslagare valdes Type O Negative-trummisen Sal Abruscato till inspelningen av albumet River Runs Red 1993.

## Medlemmar

### Nuvarande medlemmar
- Mina Caputo – sång, keyboard (1989–1997, 2003–2012, 2014– )
- Alan Robert – basgitarr, bakgrundssång (1989–1999, 2002–2012, 2014– )
- Joey Z. – gitarr, bakgrundssång (1989–1999, 2002–2012, 2014– )
- Veronica Bellino – trummor (2017– )

### Tidigare medlemmar
- Whitfield Crane – sång (1997–1998)
- Dan Richardson – trummor (1996–1999)
- Eric Chan – trummor (1992–1993)
- Mike Palmeri – trummor (1991–1992)
- Kenny Pedersen – trummor (1989–1991)
- James D. Smith – percussion
- Sal Abruscato – trummor (1993–1996, 2003–2012, 2014–2017)

## Diskografi

### Studioalbum
- 1993 – River Runs Red
- 1995 – Ugly
- 1997 – Soul Searching Sun
- 2005 – Broken Valley
- 2017 – A Place Where There’s No More Pain

### Livealbum
- 2000 – Unplugged at the Lowlands Festival '97
- 2003 – River Runs Again: Live 2003 (3 januari)
- 2003 – River Runs Again: Live 2003 (4 januari)
- 2005 – Gigantour
- 2010 – 20 Years Strong: River Runs Red, Live in Brussels

### Samlingsalbum
- 1999 – 1989–1999
- 2003 – The Best of Life of Agony
- 2008 – Ugly/Soul Searching Sun